# アンディ・パンダ
アンディ・パンダ（英: Andy Panda）は、ウォルター・ランツが制作した短編アニメシリーズの主役となったパンダを模したアニメキャラクターである。これらの「カートゥーン」は、1939年から1947年まではユニバーサル・ピクチャーズ、1948年から1949年まではユナイテッド・アーティスツからリリースされた。また、ウッディー・ウッドペッカーに取って代わられるまで、かなりの人気を博した。

## 歴史
1938年、9年間続いたオズワルド・ザ・ラッキー・ラビットのシリーズが終了したとき、ウォルター・ランツのスタジオでは何ヶ月もレギュラーキャラクターがいない状態が続いた。1937年末、ランツが動物園に行った時のこと。その動物園の目玉は若いパンダで、ランツはそのパンダの絵を描いた。そして、その絵をもとに新しいキャラクターを作っていった。
アンディが最初に登場したアニメは、1939年の『Life Begins for Andy Panda』である。これは、その時代に人気のあったアンディ・ハーディの映画の洒落たタイトルを明らかに言葉遊びにしたものだ。偶然にも、後のアンディ・ハーディの映画は、実際に『Life Begins for Andy Hardy』というタイトルだった。
最初の3本のアニメでは、アンディの仲間はミスター・ウィップルツリーという気の強いカメで、エディ・”ロチェスター”・アンダーソンを風刺したものだった。また、アンディの父親であるパパ・パンダは、アンディの悪ふざけに付き合わされることが多かった。ミスター・ウィップルツリーがいなくなってからは、パパは仲間であると同時に箔付け役でもあった。
アンディは最初、やんちゃなキャラクターで、威勢のいいパパは、自分がいいお手本であることを証明しようとしている。その後、アンディはミッキーマウスのような独立したスターになり、ペットとしてプルートのようなイヌ「マイロ」を飼ったりもした。
1940年のアンディの短編『キツツキとパンダ一家』では、ランツの最も有名なキャラクターであるウッディー・ウッドペッカーが初めて登場した。
1942年になると、アンディはナッティ・パイン小屋で服や靴を着るようになった。その後、1944年の短編『The Painter and the Pointer』では、監督のシェイマス・カルヘインによって、それまでのキャラクターよりもはるかに悪意のある性格に一新されたが、この新バージョンはランツにも観客にも嫌われ、二度と使われることはなかった。ランツは1949年にスタジオを閉鎖するまで、アンディの短編を作り続けた。アンディの最後の短編は、ガールフレンドのミランダ・パンダが登場する『Scrappy Birthday』だった。1950年にスタジオが再開されても、「アンディ・パンダ」シリーズが制作されることはなかった。
アンディはそのキャリアの大部分を、デルコミックスの『Crackajack Comics』や『New Funnies』などのコミックブックで過ごした。初期のアンディ・パンダ・コミックブックのアドベンチャーはカール・バークスが描いたものである。また、ジョン・スタンリーもアンディ・パンダのコミック本の仕事をしていた。
1943年に制作された『Andy Panda's Victory Garden』と『Meatless Tuesday』という2つの漫画では、アンディのフォイルは名前のないオンドリだった。同年後半、このオンドリはアンディのコミックブックの相棒、チャーリー・チキンとなり、NF79で「孵化」し、急速に漫画のモデルへと成長していった。アンディとチャーリーの奇想天外な冒険の物語は何年も続いた。国内では1990年代に、スウェーデンでは2001年に復刻されたものもある。

## 登場作品

### 短編作品
- Life Begins for Andy Panda（英語版）（1939年9月9日）
- Andy Panda Goes Fishing（1940年1月22日）
- アンディと魔法の峠　（1940年4月22日）
- Crazy House（英語版）（1940年9月23日）
- キツツキとパンダ一家（1940年11月25日）
- Mouse Trappers（1941年1月19日）
- Dizzy Kitty（1941年5月26日）
- Andy Panda's Pop（1941年7月28日）
- $21 a Day (Once a Month)（英語版）（1941年12月1日）
- Under the Spreading Blacksmith Shop（1942年1月12日）
- Good-Bye Mr. Moth（1942年5月11日）
- Nutty Pine Cabin（1942年6月1日）
- Andy Panda's Victory Garden（1942年9月7日）
- Air Raid Warden（1942年12月21日）
- Canine Commandos（1943年6月28日）
- Meatless Tuesday（英語版）（1943年12月25日）
- Fish Fry（英語版）（1944年6月19日）
- The Painter and The Pointer（1944年12月18日）
- Crow Crazy（1945年7月9日）
- The Poet and Peasant（1946年3月18日）
- Mousie Come Home（1946年4月15日）
- Apple Andy（1946年5月20日）
- The Wacky Weed（1946年12月16日）
- Musical Moments from Chopin（英語版）（1947年2月24日）
- Well Oiled（英語版）（1947年6月30日）
- The Bandmaster（1947年12月22日）
- Banquet Busters（英語版）（1948年3月3日）
- Wet Blanket Policy（英語版）（1948年8月27日）
- Playful Pelican（1948年10月8日）
- Dog Tax Dodgers（1948年11月19日）
- Scrappy Birthday（1949年2月11日）
- The Woody Woodpecker Polka（英語版）（1951年10月29日）
- Team Play（1952年）

### その他
アンディはウッディーとともに『Banquet Busters』や『Musical Moments from Chopin』などの短編映画にも出演している。ミランダ・パンダ、オズワルド・ザ・ラッキー・ラビット、チャーリー・チキンとともに『The Woody Woodpecker Polka』にもカメオ出演している。印刷物では、ホイットマン出版の1943年から1944年のBetter Little Book『Andy Panda and Tiny Tom』に登場している。この本は、通常のBig Little Bookのフォーマットとは異なり、すべてのページに絵が描かれている。アンディは、映画『ロジャー・ラビット』の削除シーン「Acme's Funeral」にカメオ出演する予定だった。しかし、パパ・パンダの金色のバージョンが登場する。

## キャスト

### オリジナル版
- バーニス・ハンセン（英語版）（1939年 – 1940年）
- サラ・ベルナー（英語版）（1940年 – 1941年, 1947年）[12]
- マーガレット・ヒル・タルボット（1942年）
- ディック・ネルソン（1943年）ウォルター・テトリー（英語版）（1944年 – 1949年）
- ディック・ビールス（英語版）（1952年）[13]
- メル・ブランク（1957年）[14]
- ドーズ・バトラー（英語版）（1964年）
- スコット・ウェイル（2018年 - 現在）

### 日本語吹替版
- 三ツ矢雄二 - 『ウッディー・ウッドペッカー』（LD、VHSビデオ）
- 蒼谷和樹 -『ウッディー・ウッドペッカー』（2018年）